# Árpád Pédery
Árpád József Ignácz Pédery (* 1. Februar 1890 in Budapest; † 21. Oktober 1914 in Werchnij Luschok) war ein ungarischer Turner.

## Erfolge
Árpád Pédery nahm 1912 an den Olympischen Spielen in Stockholm teil und gehörte bei diesen zur ungarischen Turnriege im Mannschaftsmehrkampf. Dabei traten insgesamt fünf Mannschaften an, die aus 16 bis 40 Turnern bestanden und während des einstündigen Wettkampfs gleichzeitig antreten mussten. Bewertet wurden neben der Ausführung der Übungen an den Geräten auch das Verlassen und der Wechsel der Geräte sowie der Einmarsch zu Beginn. Am Ende wurden anhand eines Durchschnittswerts der einzelnen Nationen die Abschlussplatzierungen ermittelt. Neben den Ungarn traten auch Turnriegen aus Italien, Großbritannien, dem Deutschen Reich und Luxemburg an. Mit 53,15 Punkten setzten sich die Italiener gegen ihre Konkurrenten durch. Die Ungarn erzielten indes 45,45 Punkte und belegten damit vor den drittplatzierten Briten mit 36,90 Punkten den zweiten Platz. Pédery gewann somit zusammen mit Imre Erdődy, József Berkes, Imre Gellért, Győző Halmos, Samu Fóti, Ottó Hellmich, István Herczeg, József Keresztessy, Lajos Aradi, János Krizmanich, Elemér Pászti, Jenő Réti, Ferenc Szűts, Ödön Téry und Géza Tuli die Silbermedaille.
Nach den Spielen begann Pédery ein Kunststudium und erhielt 1914 ein Lehrdiplom. Im selben Jahr wurde er im Rahmen des Ersten Weltkriegs in die Armee eingezogen und fiel am 21. Oktober 1914 an der Ostfront.